# 강진군 (선거구)
강진군은 대한민국의 옛 국회의원 선거구이다. 당시 전라남도 강진군 지역을 관할했다.

## 역사
제헌 국회의원 선거를 앞두고 강진군 전 지역을 관할하는 선거구로 신설되었다.
제6대 국회의원 선거를 앞두고 영암군 선거구와 통합되어 영암군·강진군 선거구를 이루게 됨에 따라 폐지되었다.

## 역대 국회의원
| 선거   | 정당 | 정당       | 의원   |
| ------ | ---- | ---------- | ------ |
| 1948년 |      | 무소속     | 차경모 |
| 1950년 |      | 민주국민당 | 양병일 |
| 1954년 |      | 자유당     | 김성호 |
| 1958년 |      | 무소속     | 김향수 |
| 1960년 |      | 민주당     | 양병일 |

## 역대 선거 결과

### 대한민국 제헌 국회의원 선거
|  | 35.63% |

|  | 29.32% |

|  | 17.57% |

|  | 17.46% |

### 대한민국 제2대 국회의원 선거
|  | 24.83% |

|  | 23.24% |

|  | 19.74% |

|  | 16.28% |

|  | 8.71% |

|  | 3.02% |

|  | 2.59% |

|  | 1.54% |

### 대한민국 제3대 국회의원 선거
|  | 49.99% |

|  | 26.00% |

|  | 14.02% |

|  | 9.97% |

|  | 0% |

### 대한민국 제4대 국회의원 선거
|  | 49.11% |

|  | 38.31% |

|  | 12.56% |

|  | 0% |

### 대한민국 제5대 국회의원 선거
|  | 25.67% |

|  | 20.25% |

|  | 15.40% |

|  | 15.11% |

|  | 10.46% |

|  | 7.24% |

|  | 3.04% |

|  | 2.79% |